# Лампи Старший, Иоганн Баптист
Иога́нн Ба́птист Ла́мпи (Джова́нни Батти́ста Ла́мпи), в литературе называемый Старший либо Первый (нем. Johann Baptist von Lampi der Ältere; 31 декабря 1751 — 11 февраля 1830) — австрийский живописец, график и миниатюрист итальянского происхождения, мастер парадного портрета.

## Биография
Родился в семье тирольского художника Матиаса Лампа, под руководством которого и получил первоначальное художественное образование. Совершенствовался у Ф. Кёнига и Ф.-Н. Штрайхера в Зальцбурге, затем у Фр. Лоренци, ученика Дж. Б. Тьеполо, в Вероне. Уже в это время он писал плафоны, напрестольные образа для церквей, исторические картины. Успехи его были столь стремительны, что Веронская академия художеств избрала его в свои члены, когда ему едва исполнилось 25 лет.
В 1781—1788 годах жил в Вене, где быстро снискал себе популярность отличного портретиста. В 1786 году за портрет императора Иосифа II в костюме Великого магистра Ордена Золотого Руна был удостоен звания профессора Академии художеств в Вене и был избран членом её Совета. В 1788 году по приглашению короля Речи Посполитой Станислава Августа Понятовского приехал в Варшаву, где им были исполнены портреты самого государя и многих польских и литовских аристократов. В 1791 году Г. А. Потёмкин-Таврический, находившийся тогда в Молдавии, пригласил художника в свою ставку в Яссах. Здесь им были написаны портреты самого генерал-фельдмаршала, секретаря его канцелярии В. С. Попова, генералов М. И. Платова и А. Г. Орлова, а также известный портрет князя А. А. Безбородко. В январе 1792 года через В. С. Попова был приглашён Екатериной II в Санкт-Петербург, где и пробыл пять лет.
Работая при русском дворе, пользовался особым покровительством фаворита императрицы, графа П. А. Зубова. В 1792—1793 годах написал портрет Екатерины II во весь рост с натуры. За эту работу, помимо единовременного и щедрого вознаграждения в 12 000 рублей, художнику от русской казны было назначено ежегодное пособие (пенсион) в размере 1 000 рублей.
В 1794 году за портрет графа А. И. Мусина-Пушкина получил звание почётного вольного общника Императорской академии художеств. В 1795 году за портреты Н. Б. Юсупова, П. В. Завадовского и А. И. Мусина-Пушкина для конфернц-зала Академии получил ценную коллекцию медалей. Давал частные уроки, в том числе В. Л. Боровиковскому и миниатюристу И. И. Малышеву; оказал значительное влияние на Д. Г. Левицкого.[уточнить]
В 1797 году указом Павла I русская казна перестала выплачивать Лампи Старшему ежегодный пенсион и тот вынужден был вернуться в Вену. Тем не менее, Лампи Старший вывез из России наилучшие воспоминания, и своего рода культ к русскому императорскому дому сохранялся долго и среди его потомков.
В Австрии, в 1798 году, художник получил потомственное дворянство, а через год — удостоен звания почётного гражданина Вены. Был избран членом Шведской Академии изящных искусств за портрет короля Карла XIII. С 1800 года возглавлял Совет Венской Академии художеств, много сделав для развития художественного образования в Австрии. Один из лучших его учеников тех лет — впоследствии известный художник стиля бидермейер Ф. Г. Вальдмюллер.
Имел собственную художественную мастерскую в Вене, где выполнялись многочисленные портретные заказы. Здесь ему помогали оба сына, также художники-портретисты, Иоганн Баптист Лампи Младший (1775—1837) и Франц Ксавье Лампи (1783—1852). В 1822 году оставил занятия живописью и передал всё управление мастерской в руки старшему сыну.
И. Б. Лампи Старший состоял в браке дважды — с Анной Марией Франк (1772; скончалась в 1795) и Юлианой Регини (1802; скончалась в 1829).

## Особенности творчества
Лампи Старший представляет собой тот тип художника, который постоянно ищет (и находит) особо выгодные заказы и покровителей. Как в России, так и в Австрии, быстро снискал себе славу модного живописца, с лёгкостью выполнявшего многочисленные и щедро оплачиваемые работы. По словам современников, успех обоих Лампи (отца и сына) был настолько значителен, что и при русском, и при австрийском дворах, не было в то время почти ни одного аристократа или сановника, не запечатлённого их кистью.
В своих портретах Лампи Старший создал образ удачливого царедворца, имевшего за плечами блестящую карьеру и занимавшего видное положение при дворе. По замечанию историка искусства Э. Ф. Голлербаха, Лампи сумел «в обобщённой характеристике запечатлеть современный ему тип людей, некое коллективное лицо русской аристократии Екатерининского времени». Центральное место в творчестве художника занимают парадные и полупарадные портреты, в ходе написания которых ему особенно удавалось эффектно поставить натуру и приукрасить её, но без значительного ущерба для сходства с действительностью. В героях Лампи Старшего чувствуется деланная красивость, отстранённость от реалий жизни; выражения лиц — самоуверенные и горделивые. Колорит его картин — насыщенный, но вместе с тем нежный и приглушённый; живописная манера — плавный мазок, смягчающий светотеневые градации; приём письма — свободный, особенно искусный в воспроизведении интерьеров и аксессуаров. Всё это делает Лампи Старшего одним из лучших мастеров среди портретистов своего времени.
Среди лучших работ художника — портреты Потёмкина-Таврического (около 1790), императрицы Екатерины II, Н. Б. Юсупова, А. Н. Самойлова, А. А. Безбородко, А. И. Мусина-Пушкина (все — 1794), великой княгини Марии Фёдоровны (не позднее 1795), Е. С. Самойловой (1792—1796), П. А. Зубова (1793 и 1796), В. А. Зубова (1796), А. С. Строганова (1790-е).
Произведения Лампи находятся во многих музейных собраниях Европы, в том числе в Государственной Третьяковской галерее, Государственном Эрмитаже, Государственном Русском музее, Государственном Историческом музее, Национальном музее в Варшаве, Академии изобразительных искусств в Вене и других.
В силу популярности портретов Лампи, с них уже в XVIII—XIX веках были сняты многочисленные копии, зачастую имеющие самостоятельную, хотя и меньшую по сравнению с оригиналами, историко-художественную ценность.

## Галерея работ

Некоторые работы
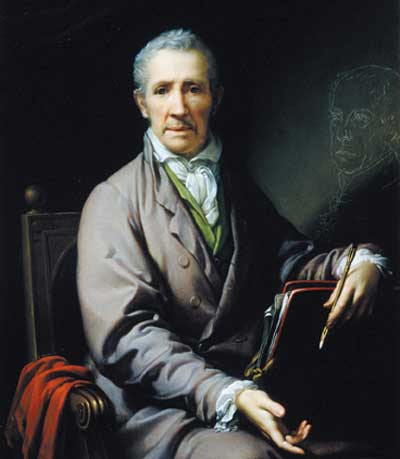
Автопортрет, 1828.
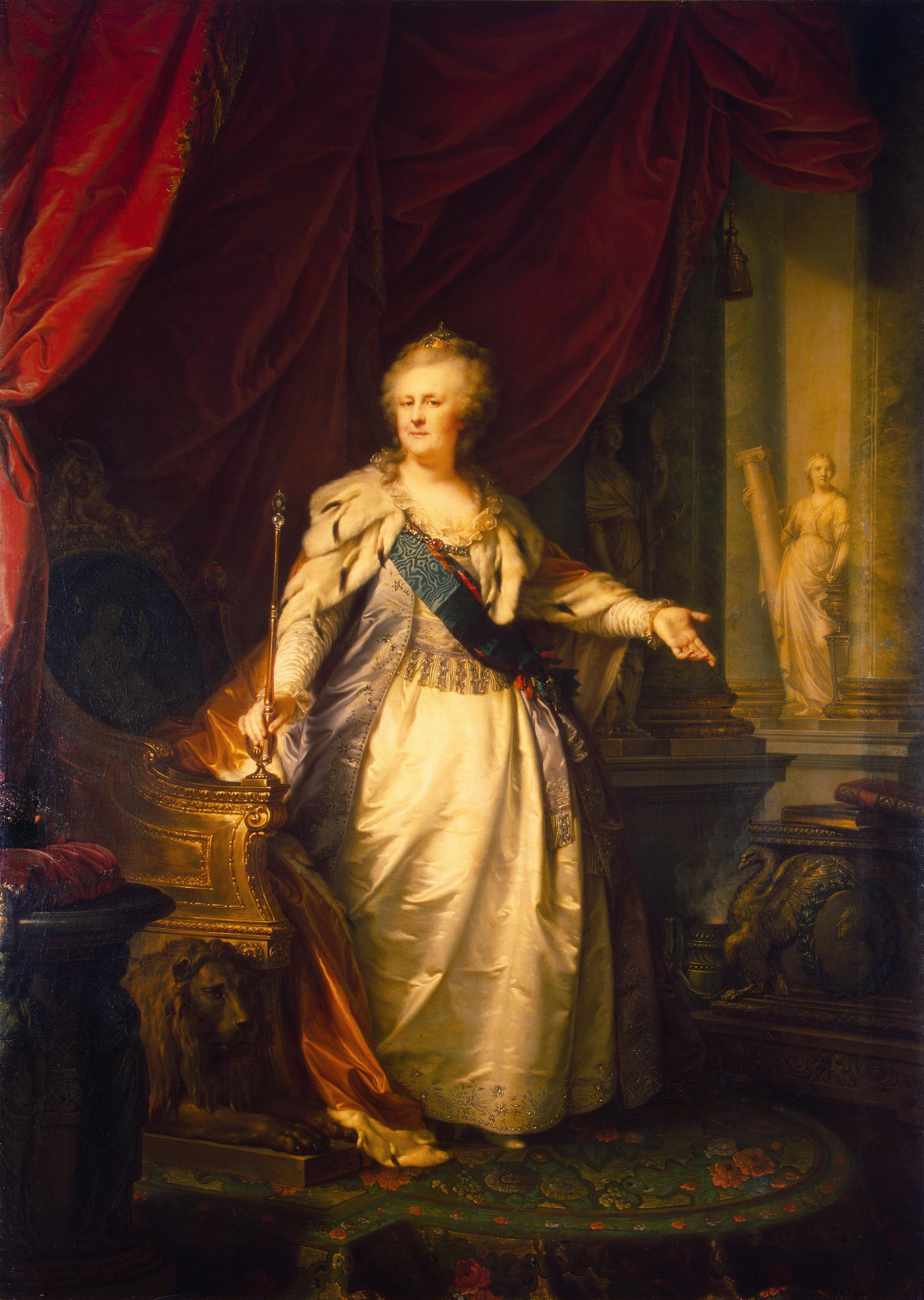
Портрет императрицы Екатерины II (1793)
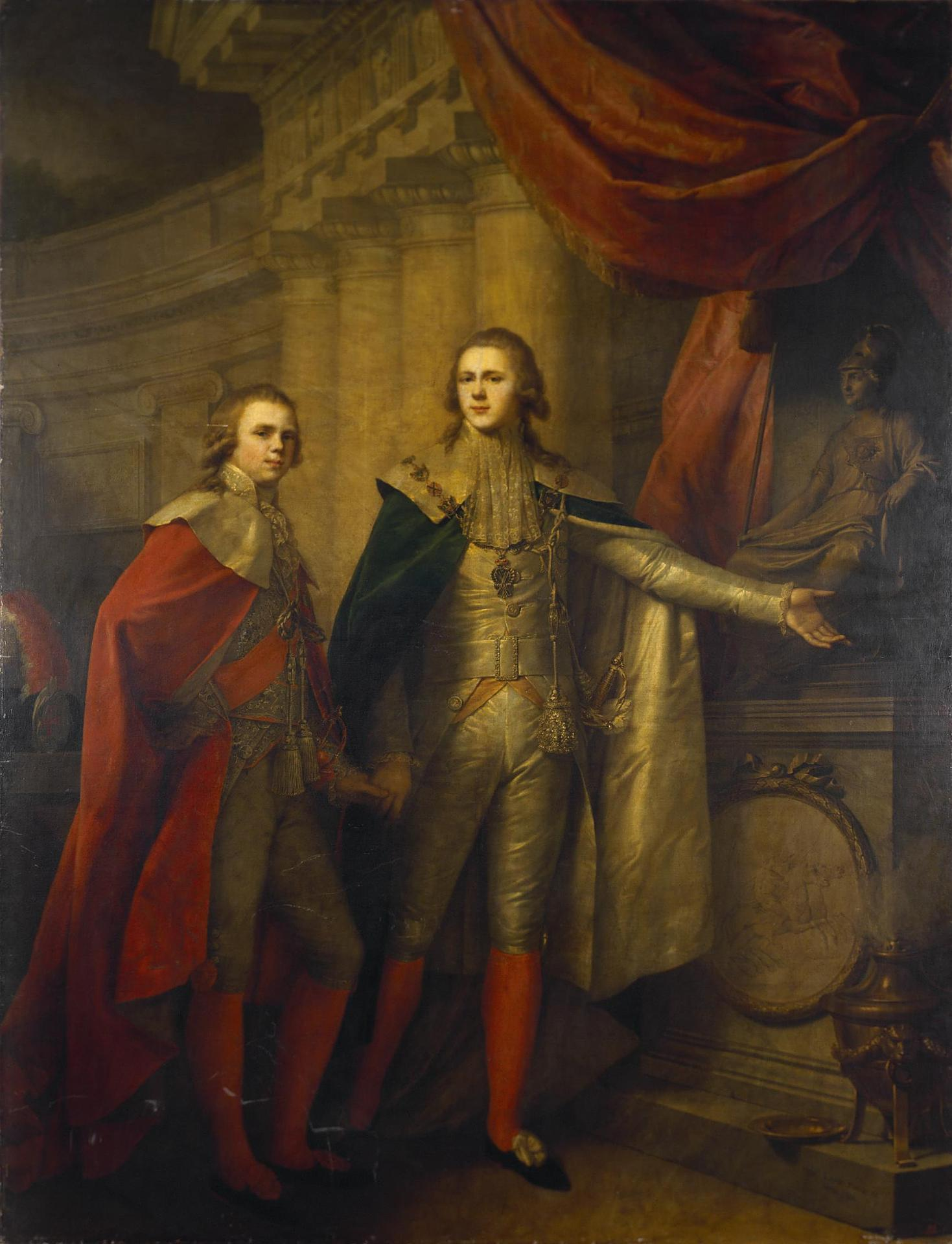
Портрет вел. князей Александра и Константина Павловичей (1795)
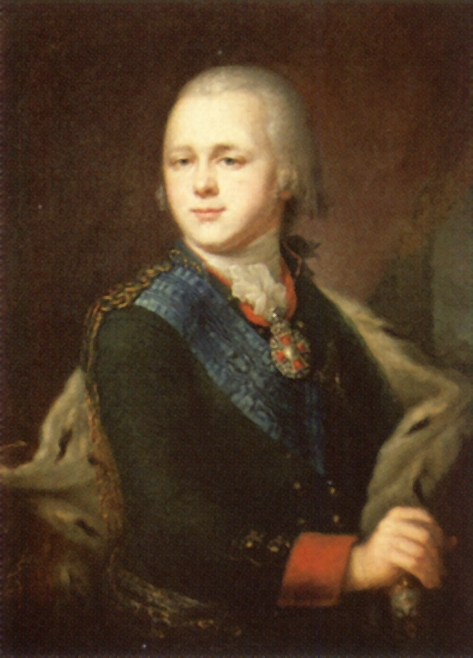
Александр I.
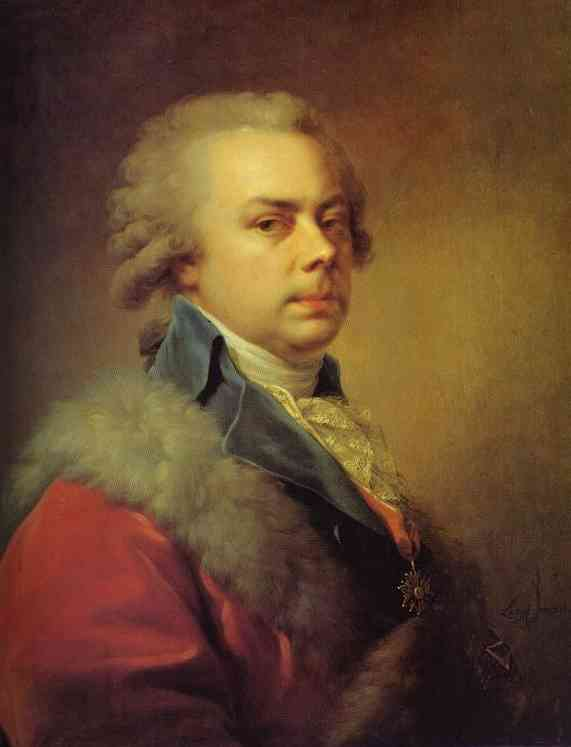
Князь Николай Борисович Юсупов.
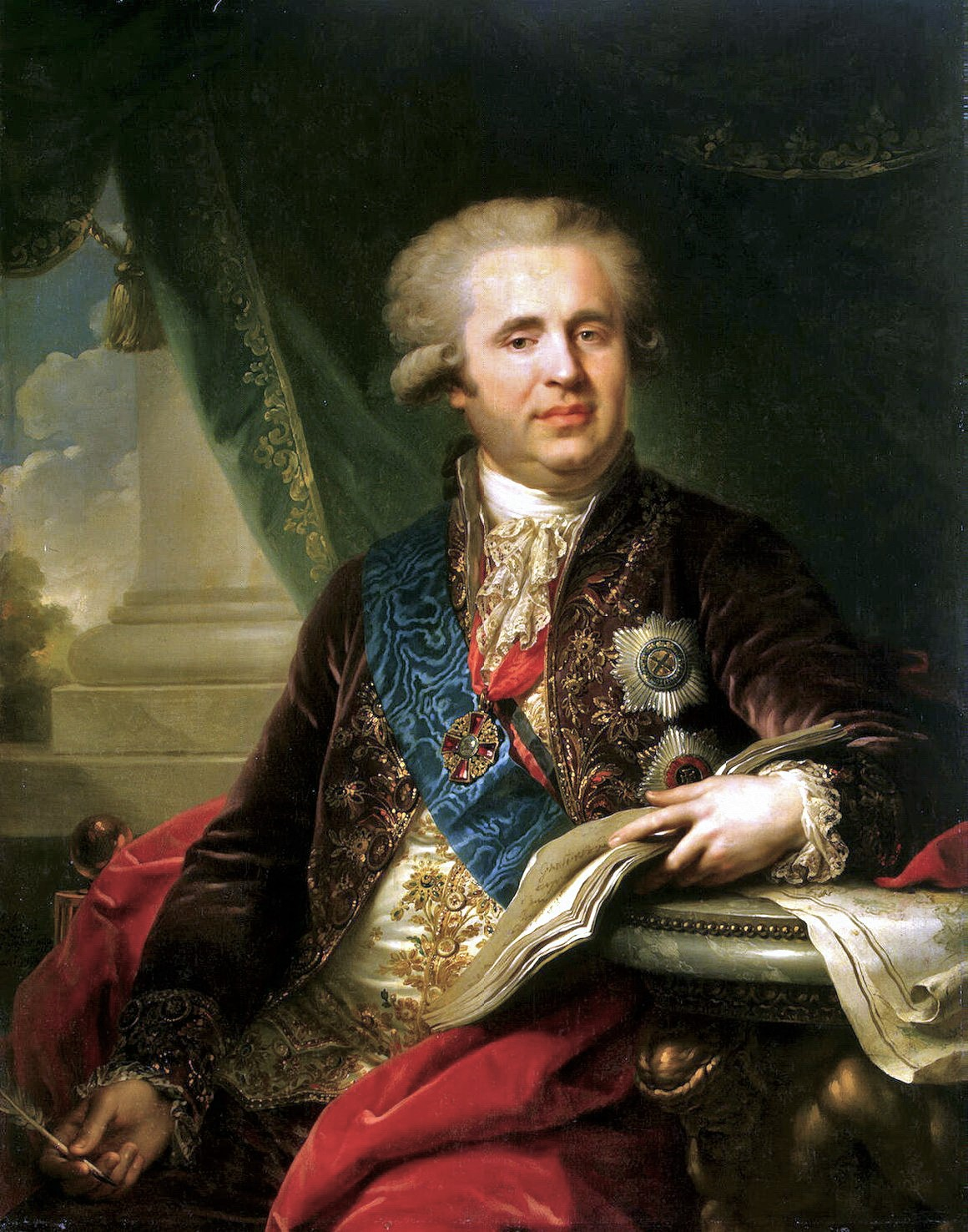
Князь Александр Андреевич Безбородко.
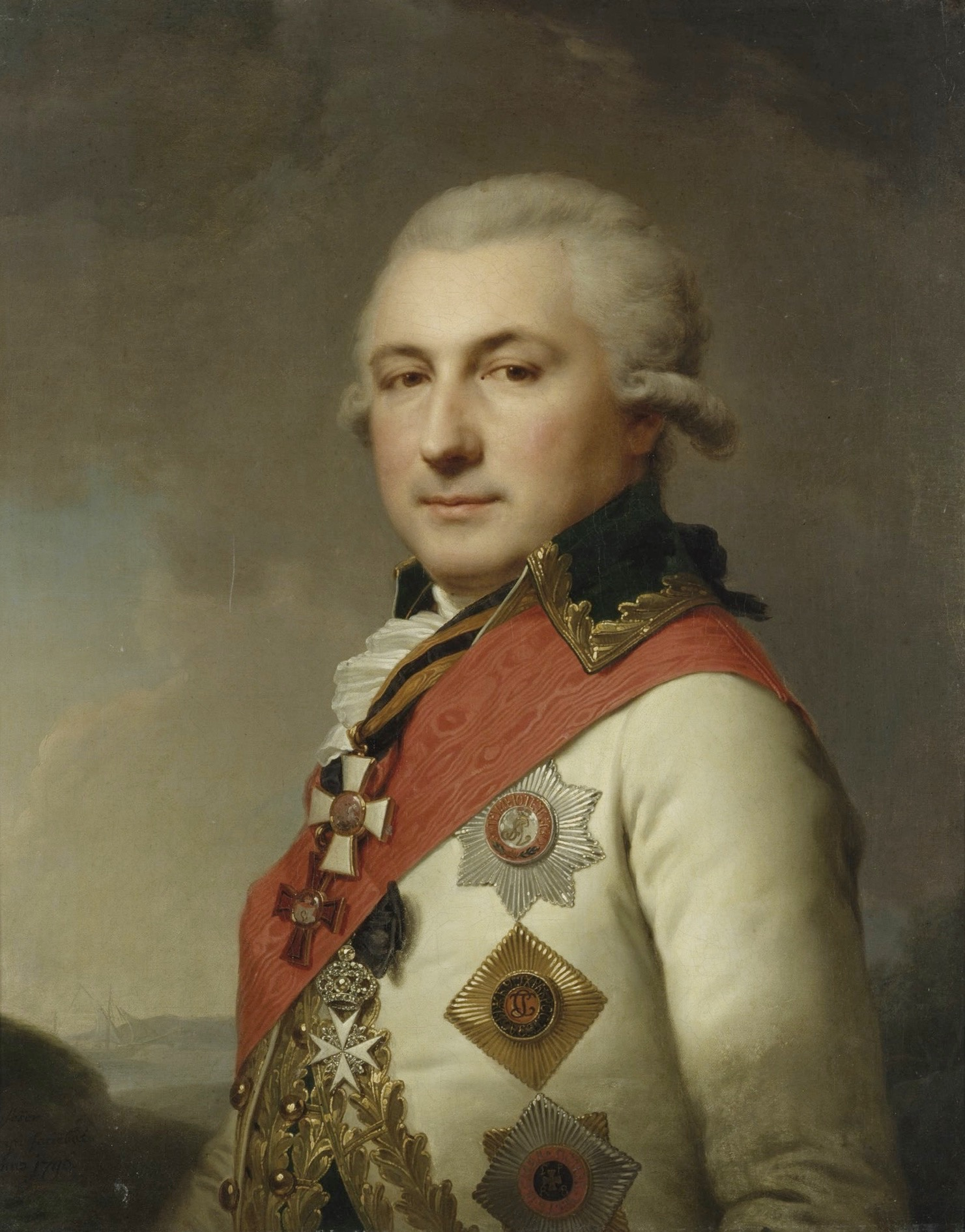
Основатель Одессы, адмирал де Рибас.
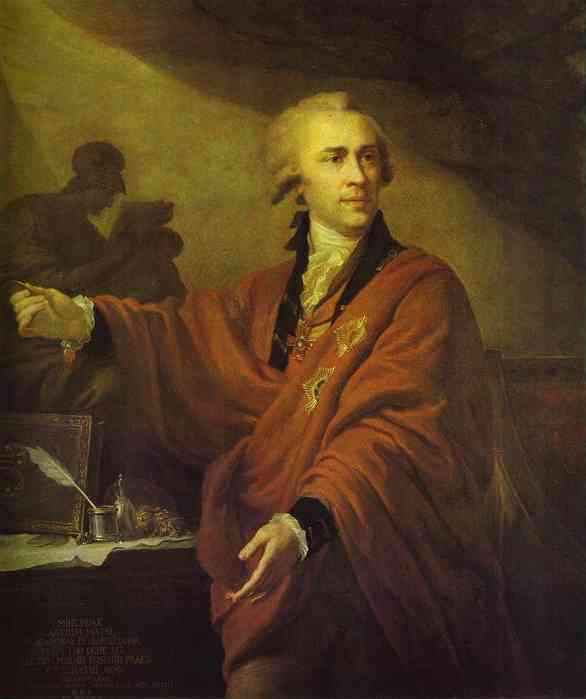
Портрет графа А. И. Мусина-Пушкина (1794)
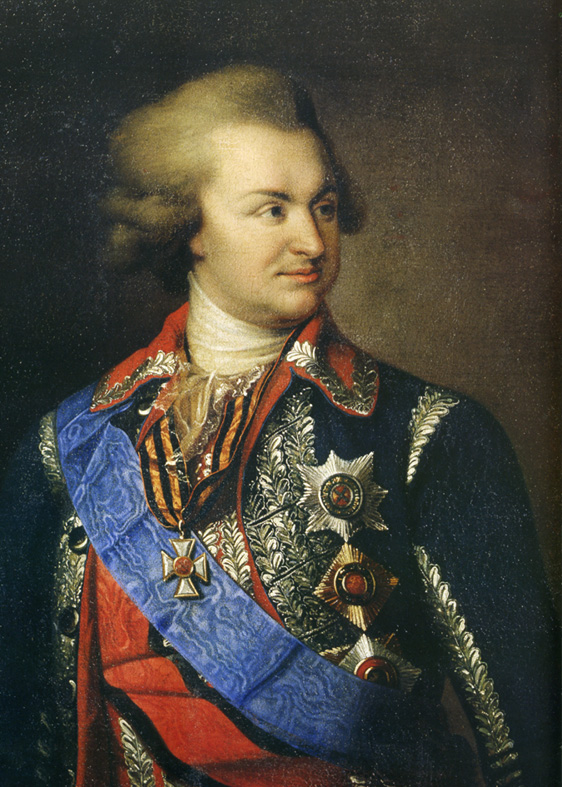
Князь Григорий Потёмкин в парадном мундире.
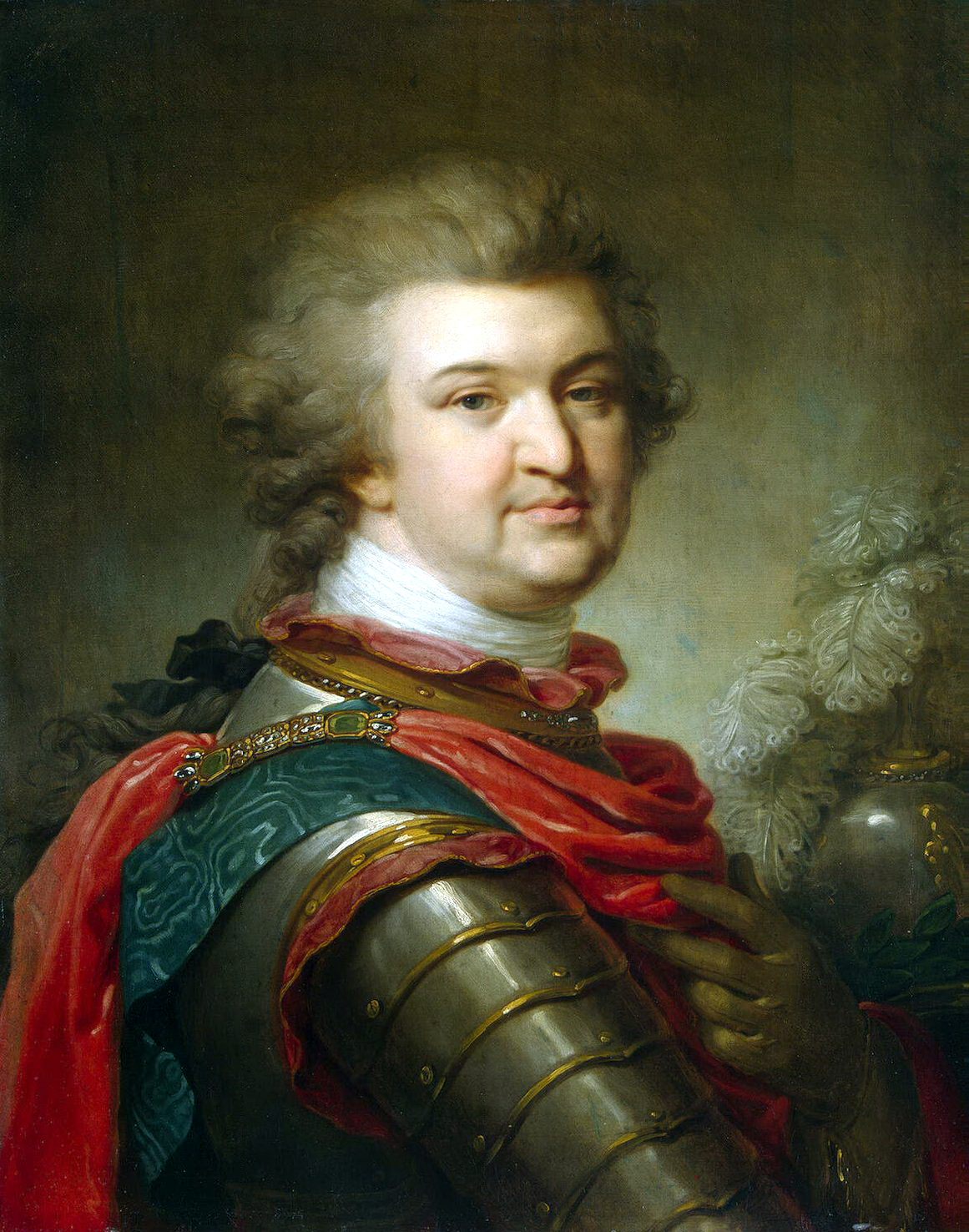
Князь Григорий Потёмкин в фантастическом костюме.
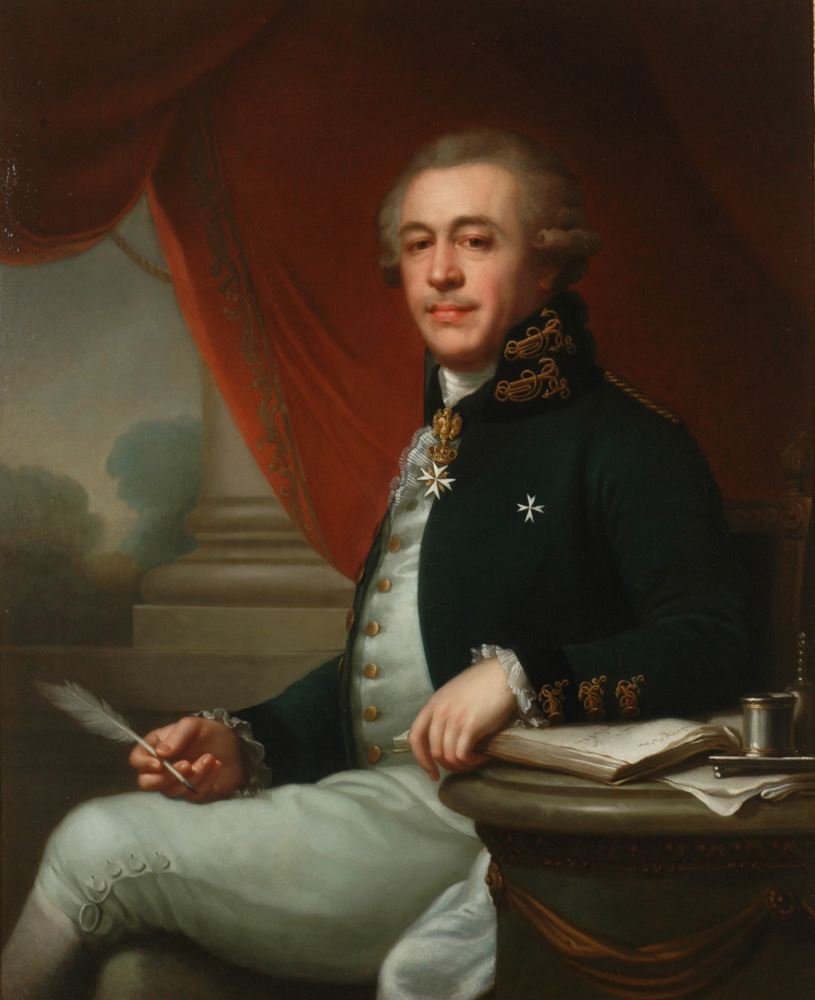
Граф Ованес (Иван) Лазарев.
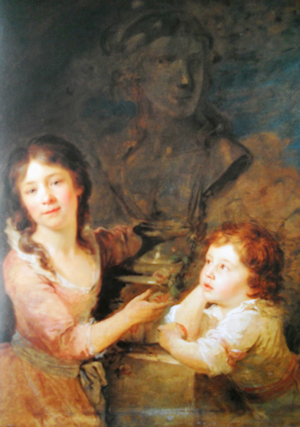
Портрет детей австрийского аристократа графа Томатиса  и его супруги Катерины (конец 1780-х).
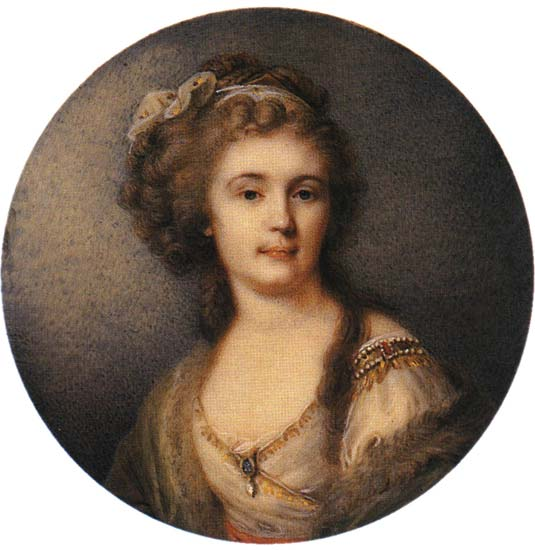
Портретная миниатюра Т. В. Юсуповой (ок. 1795)
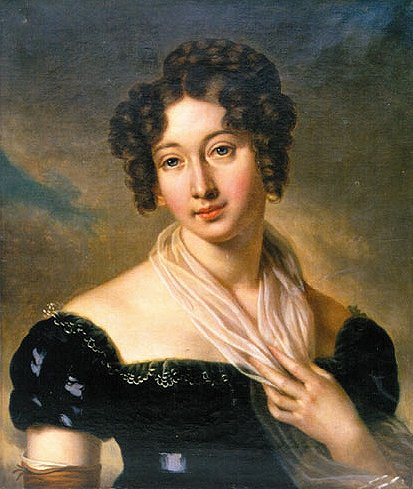
Портрет Софии Шуазёль-Гуфье, урождённой Тизенгаузен.
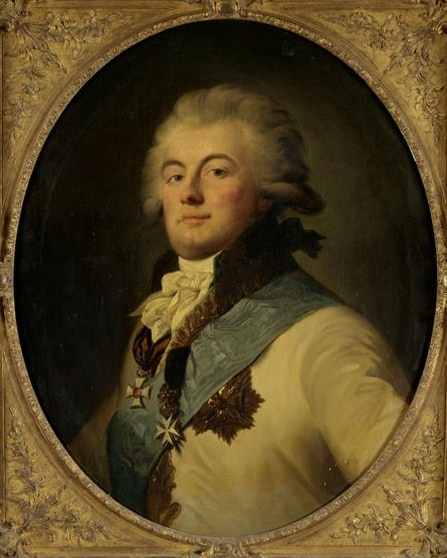
Граф Юлий Помпеевич Литта.